# Bình Long
Bình Long – miasto w południowym Wietnamie, stolica prowincji Bình Phước. W 2008 roku ludność miasta wynosiła 57 590 mieszkańców.